# Gilles Guillain
 (juin 2019).
Si vous disposez d'ouvrages ou d'articles de référence ou si vous connaissez des sites web de qualité traitant du thème abordé ici, merci de compléter l'article en donnant les références utiles à sa vérifiabilité et en les liant à la section « Notes et références ».
Pour les articles homonymes, voir Guillain.
Gilles Guillain est un acteur français né le 11 mai 1982 à Bogota en Colombie.

## Biographie
Né à Bogota en Colombie, Gilles Guillain pratique les Arts du Cirque pendant quatre ans avant de découvrir le Théâtre en 1996 ; il est alors formé par Casimir Skorupski, Laurence Cortadellas et Jérôme Leguillier.
Il débute au cinéma, en 2001, en tournant pour Catherine Breillat dans son long métrage Brève Traversée et par la suite dans plusieurs courts-métrages avant d'obtenir son deuxième "long" en 2005 : Le Prestige de la mort de Luc Moullet.
Dans le cadre de ses études universitaires à Paris X, Gilles travaille avec Jean Boillot. En parallèle, il s'initie à la danse contemporaine avec Mary Ganne et entre au sein du groupe chorégraphique de l'université dirigé par le chorégraphe Christian Bourigault pour qui il danse en 2007 dans Espaces 26 et en 2008 dans 68 Mouvements.
Gilles Guillain se définit comme étant un « acteur du mouvement ». Fort de son expérience pluridisciplinaire, il participe à plusieurs évènements artistiques alliant la danse, le jeu, l'acrobatie et l'art contemporain. Il crée la pièce "Nijinski 1919", dans laquelle il joue et danse, en 2010 à Paris et reprise en 2011 en Île-de-France et au Festival d'Avignon.

## Filmographie
| Année | Film                   | Rôle                 | Réalisateur         |
| ----- | ---------------------- | -------------------- | ------------------- |
| 2015  | L'homme nodosité       | Hük                  | Hande Sigman        |
| 2014  | Alices                 | Homme 2              | Ariane Boukerche    |
| 2012  | Le Prolongement de moi | Gabriel              | Steve Catieau       |
| 2011  | Un après-midi d'été    | Bruno                | Emma Cascales       |
| 2008  | Tout est écrit         | L'homme              | Maël Buathier       |
| 2006  | Le Prestige de la mort | Edward/Jeune au café | Luc Moullet         |
| 2006  | Dans la chambre        | Julien               | Nicolas Dier        |
| 2005  | Yeux ouverts, Les      | Fred                 | Julie Gousty        |
| 2003  | Far West               | Mika                 | Pascal-Alex Vincent |
| 2001  | Brève traversée        | Thomas               | Catherine Breillat  |

## Théâtre
En 2010/2011, il écrit, met en scène, joue et danse dans "Nijinski 1919" au Théâtre du Marais (Paris), œuvre théâtrale adaptée des "Cahiers" du danseur russe Vaslav Nijinski.